# لیوکسمبورگ
لیوکسمبورگ (روسی: Люксембу́рг) یک روستا در روسیه است که در شهرستان بابایورتوفسکی از توابع داغستان واقع شده است.